# Stasimopus oculatus
Stasimopus oculatus är en spindelart som beskrevs av Pocock 1897. Stasimopus oculatus ingår i släktet Stasimopus och familjen Ctenizidae. Inga underarter finns listade i Catalogue of Life.